# ديك هويل
ديك هويل (بالإنجليزية: Dick Howell)‏ هو سباح أمريكي، ولد في 12 أكتوبر 1903 في شيكاغو في الولايات المتحدة، وتوفي في 20 يوليو 1967 في أرلينغتون هايتس في الولايات المتحدة.

## وصلات خارجية
- ديك هويل على موقع الاتحاد الدولي للسباحة (الإنجليزية)
- ديك هويل على موقع أوليمبيديا (الإنجليزية)